# Holiday Inn Express
Holiday Inn Express er en amerikansk hotelkæde, der ejes af InterContinental Hotels Group. Den blev etableret i 1991 og var oprindeligt et "express" hotel med fokus på rimelige priser. I 2019 var der 2.826 Holiday Inn Express hoteller med over 292.000 værelser.